# Sporting Étoile Club de Bastia 1976-1977
Questa voce raccoglie le informazioni riguardanti la Sporting Étoile Club de Bastia nelle competizioni ufficiali della stagione 1976-1977.

## Stagione
Dotato di un trio di attaccanti in grado di segnare 57 reti (fra cui Džajić e Félix, che finiranno entrambi la stagione con 21 marcature), nella prima parte del campionato il Bastia lottò per il primato della classifica assieme all'Olympique Lione e al Nantes, risultando spesso al comando grazie alla miglior differenza reti e comandando la classifica in solitaria alla penultima giornata. Tre sconfitte nelle successive quattro partite relegarono i Turchini alla lotta per un posto in zona UEFA; grazie a una serie di sette risultati utili consecutivi nelle giornate conclusive il Bastia poté occupare per diverse giornate la seconda posizione, ottenendo la qualificazione europea con una gara di anticipo. La settimana successiva la squadra, che già aveva accusato una leggera frenata, cedette definitivamente il secondo posto al Lens.
Meno degna di nota fu la prestazione dei Turchini in Coppa di Francia, dalla quale uscirono ai trentaduesimi di finale per mano dell'Olympique Avignone, squadra di Division 2.

## Maglie e sponsor
Lo sponsor tecnico per la stagione 1976-1977 è Adidas, mentre lo sponsor ufficiale è Club Mediterranée, nelle maglie talvolta reso con tonalità scure come il rosso o il grigio..
| Manica sinistra · Manica sinistra · Maglietta · Maglietta · Manica destra · Manica destra · Pantaloncini · Pantaloncini · Calzettoni · Calzettoni | Manica sinistra · Manica sinistra · Maglietta · Maglietta · Manica destra · Manica destra · Pantaloncini · Pantaloncini · Calzettoni · Calzettoni | Manica sinistra · Manica sinistra · Maglietta · Maglietta · Manica destra · Manica destra · Pantaloncini · Pantaloncini · Calzettoni · Calzettoni |

## Rosa
| N. |                       | Ruolo | Calciatore          |
| -- | --------------------- | ----- | ------------------- |
|    | Jugoslavia (bandiera) | P     | Ognjen Petrović     |
|    | Francia (bandiera)    | P     | Marc Weller         |
|    | Francia (bandiera)    | D     | André Burkhard      |
|    | Francia (bandiera)    | D     | Jean-Louis Cazes    |
|    | Francia (bandiera)    | D     | Joseph Graziani     |
|    | Francia (bandiera)    | D     | André Guesdon       |
|    | Francia (bandiera)    | D     | Jean-Louis Luccini  |
|    | Francia (bandiera)    | D     | Paul Marchioni      |
|    | Francia (bandiera)    | D     | Jean-Pierre Mattei  |
|    | Francia (bandiera)    | D     | Charles Orlanducci  |
|    | Francia (bandiera)    | D     | José Pastinelli     |
|    | Francia (bandiera)    | C     | Toussaint Andrietti |

| N. |                       | Ruolo | Calciatore             |
| -- | --------------------- | ----- | ---------------------- |
|    | Francia (bandiera)    | C     | Pierre Aussu           |
|    | Francia (bandiera)    | C     | Jean-Louis Desvignes   |
|    | Francia (bandiera)    | C     | Georges Franceschetti  |
|    | Francia (bandiera)    | C     | Claude Papi            |
|    | Francia (bandiera)    | C     | José Pasqualetti       |
|    | Francia (bandiera)    | C     | Patrick Vernet         |
|    | Francia (bandiera)    | A     | Sauveur Agostini       |
|    | Jugoslavia (bandiera) | A     | Dragan Džajić          |
|    | Francia (bandiera)    | A     | François Félix         |
|    | Francia (bandiera)    | A     | Michel Prost           |
|    | Marocco (bandiera)    | A     | Abdelkrim Merry Krimau |
|    | Francia (bandiera)    | A     | Jacques Zimako         |

## Calciomercato

### Sessione estiva
| Acquisti | Acquisti            | Acquisti     | Acquisti |
| R.       | Nome                | da           | Modalità |
| -------- | ------------------- | ------------ | -------- |
| P        | Ognjen Petrović     | Stella Rossa |          |
| D        | André Guesdon       | Monaco       |          |
| C        | Toussaint Andrietti | Monaco       |          |

| Cessioni | Cessioni           | Cessioni        | Cessioni |
| R.       | Nome               | a               | Modalità |
| -------- | ------------------ | --------------- | -------- |
| P        | Gérard Gili        | Rouen           |          |
| P        | Georges Tignard    | Paris FC        |          |
| D        | Ferdinand Heidkamp | Lilla           |          |
| C        | José Broissart     | Olympique Lione |          |
| A        | Pierre Giudicelli  | Olympique Alès  |          |
| A        | Serge Lenoir       | Brest           |          |
| A        | Ricardo Neumann    | Paris FC        |          |

### Sessione invernale
| Cessioni | Cessioni     | Cessioni | Cessioni |
| R.       | Nome         | da       | Modalità |
| -------- | ------------ | -------- | -------- |
| A        | Michel Prost | Red Star |          |

## Risultati
Fonte:

### Division 1

#### Girone di andata
| Arbitro: | Kitabdjian |

|                                       |           |             |
| Cazes 4’ Zimako 20’ Džajić 27’ (rig.) | Marcatori | 75’ Vergnes |

| Arbitro: | Jourdain |

|                                                      |           |                                           |
| Janković 24’, 55’ Bousdira 35’ Orlanducci 77’ (aut.) | Marcatori | 20’ Desvignes 21’ Félix 90’ (rig.) Džajić |

| Arbitro: | Besory |

|                                  |           |  |
| Džajić 42’ (rig.) Félix 47’, 75’ | Marcatori |  |

| Arbitro: | Verbecke |

|            |           |            |
| Džajić 43’ | Marcatori | 85’ Piazza |

| Arbitro: | Martin |

|                                        |           |  |
| Papi 24’, 51’ Desvignes 45’ Zimako 85’ | Marcatori |  |

| Arbitro: | Wurtz |

|                             |           |                             |
| Dahleb 2’ M'Pelé 35’ (rig.) | Marcatori | 31’ (rig.) Džajić 52’ Félix |

| Arbitro: | Héliès |

|                      |           |  |
| Džajić 89’ Félix 90’ | Marcatori |  |

| Arbitro: | Vautrot |

|                                                      |           |           |
| Nogués 32’ Flores 48’ Zlatarić 63’ Alonso 75’ (rig.) | Marcatori | 54’ Félix |

| Arbitro: | Meeus |

|                                |           |  |
| Zimako 32’ Papi 40’ Džajić 65’ | Marcatori |  |

| Arbitro: | Leloup |

|                           |           |                        |
| Félix 17’ Džajić 25’, 54’ | Marcatori | 14’ Jeannol 45’ Rouyer |

| Arbitro: | Mouchotte |

|                       |           |  |
| Soler 9’ Klijnjan 19’ | Marcatori |  |

| Arbitro: | Delmer |

|                                               |           |                |
| Zimako 17’, 40’ Félix 20’ Džajić 77’ Papi 85’ | Marcatori | 32’ Barthélémy |

| Arbitro: | Bacou |

|  |           |                                  |
|  | Marcatori | 25’ Papi 65’ Desvignes 89’ Félix |

| Arbitro: | Konrath |

|                                       |           |           |
| Džajić 19’ Papi 50’ Franceschetti 80’ | Marcatori | 18’ Maier |

| Arbitro: | Héliès |

|            |           |           |
| Bernad 26’ | Marcatori | 6’ Zimako |

| Arbitro: | Vautrot |

|                                      |           |                         |
| Zimako 11’ Orlanducci 30’ Džajić 74’ | Marcatori | 50’ Bianchi 62’ Bonneck |

| Arbitro: | Verbecke |

|                                |           |            |
| Dellamore 8’, 50’ Domarski 44’ | Marcatori | 10’ Džajić |

| Arbitro: | Mouchotte |

|                                      |           |               |
| Papi 15’, 78’ Džajić 65’, 72’ (rig.) | Marcatori | 35’ Holmstrøm |

| Arbitro: | Didier |

|                                                        |           |  |
| Katalinski 19’ Jouve 58’ Sanchez 60’, 72’ Bjeković 84’ | Marcatori |  |

#### Girone di ritorno
| Arbitro: | Buils |

|                           |           |                   |
| Félix 18’ Džajić 19’, 55’ | Marcatori | 63’, 83’ Bousdira |

| Arbitro: | Delmer |

|                                   |           |           |
| Bargas 84’ Michel 85’ Sahnoun 90’ | Marcatori | 41’ Félix |

| Arbitro: | Bacou |

|                            |           |                   |
| Bathenay 45’ Synaeghel 57’ | Marcatori | 37’ Franceschetti |

| Arbitro: | Mouchotte |

|                |           |                       |
| Verstraete 24’ | Marcatori | 50’ Džajić 56’ Zimako |

| Arbitro: | Kitabdjian |

|                                        |           |                        |
| Félix 4’, 42’ Zimako 33’, 65’ Papi 86’ | Marcatori | 68’ Laposte 79’ Dahleb |

| Arbitro: | Leloup |

|           |           |            |
| Dehon 15’ | Marcatori | 22’ Krimau |

| Arbitro: | Héliès |

|                                               |           |  |
| Papi 14’ Džajić 32’ Zimako 52’ Orlanducci 67’ | Marcatori |  |

| Arbitro: | Meeus |

|          |           |  |
| Tota 88’ | Marcatori |  |

| Arbitro: | Martin |

|                                           |           |            |
| Rouyer 52’, 67’ Raczynski 54’ Dussier 86’ | Marcatori | 37’ Zimako |

| Arbitro: | Delmer |

|                     |           |  |
| Zimako 9’ Félix 81’ | Marcatori |  |

| Arbitro: | Vautrot |

|  |           |                               |
|  | Marcatori | 31’ Félix 80’ Papi 85’ Džajić |

| Arbitro: | Rancelli |

|          |           |            |
| Papi 13’ | Marcatori | 48’ Karasi |

| Arbitro: | Bacou |

|           |           |           |
| Pokou 23’ | Marcatori | 25’ Félix |

| Arbitro: | Verbecke |

|                           |           |  |
| Krimau 22’ Félix 72’, 78’ | Marcatori |  |

| Arbitro: | Héliès |

|            |           |                   |
| Ravier 31’ | Marcatori | 77’ Franceschetti |

| Arbitro: | Leloup |

|                                              |           |  |
| Papi 5’, 70’ Félix 55’ Zimako 57’ Džajić 88’ | Marcatori |  |

| Arbitro: | Meeus |

|             |           |  |
| Giresse 55’ | Marcatori |  |

| Arbitro: | Konrath |

|                |           |  |
| Félix 57’, 62’ | Marcatori |  |

| Arbitro: | Buils |

|                                              |           |                   |
| Keruzoré 33’ (rig.) Lhoste 78’ Lechantre 86’ | Marcatori | 18’ (aut.) Kostić |

### Coppa di Francia
| Arbitro: | Martin |

|                          |           |                |
| Le Roy 19’, 76’ Mata 30’ | Marcatori | 80’ Orlanducci |

## Statistiche

### Statistiche di squadra
| Competizione     | Punti | In casa | In casa | In casa | In casa | In casa | In casa | In trasferta | In trasferta | In trasferta | In trasferta | In trasferta | In trasferta | Totale | Totale | Totale | Totale | Totale | Totale | DR  |
| Competizione     | Punti | G       | V       | N       | P       | Gf      | Gs      | G            | V            | N            | P            | Gf           | Gs           | G      | V      | N      | P      | Gf     | Gs     | DR  |
| ---------------- | ----- | ------- | ------- | ------- | ------- | ------- | ------- | ------------ | ------------ | ------------ | ------------ | ------------ | ------------ | ------ | ------ | ------ | ------ | ------ | ------ | --- |
| Division 1       | 47    | 19      | 17      | 2       | 0       | 59      | 14      | 19           | 3            | 5            | 11           | 23           | 39           | 38     | 20     | 7      | 11     | 82     | 53     | +29 |
| Coppa di Francia | -     | -       | -       | -       | -       | -       | -       | 1            | 0            | 0            | 1            | 1            | 3            | 1      | 0      | 0      | 1      | 1      | 3      | -2  |
| Totale           | -     | 19      | 17      | 2       | 0       | 59      | 14      | 20           | 3            | 5            | 12           | 24           | 42           | 39     | 20     | 7      | 12     | 83     | 56     | +27 |

### Andamento in campionato
| Giornata  | 1 | 2 | 3 | 4 | 5 | 6 | 7 | 8 | 9 | 10 | 11 | 12 | 13 | 14 | 15 | 16 | 17 | 18 | 19 | 20 | 21 | 22 | 23 | 24 | 25 | 26 | 27 | 28 | 29 | 30 | 31 | 32 | 33 | 34 | 35 | 36 | 37 | 38 |
| --------- | - | - | - | - | - | - | - | - | - | -- | -- | -- | -- | -- | -- | -- | -- | -- | -- | -- | -- | -- | -- | -- | -- | -- | -- | -- | -- | -- | -- | -- | -- | -- | -- | -- | -- | -- |
| Luogo     | C | T | C | C | C | T | C | T | C | C  | T  | C  | T  | C  | T  | C  | T  | C  | T  | C  | T  | T  | T  | C  | T  | C  | T  | T  | C  | T  | C  | T  | C  | T  | C  | T  | C  | T  |
| Risultato | V | P | V | N | V | N | V | P | V | V  | P  | V  | V  | V  | N  | V  | P  | V  | P  | V  | P  | P  | V  | V  | N  | V  | P  | P  | V  | V  | N  | N  | V  | N  | V  | P  | V  | P  |
| Posizione | 3 | 8 | 3 | 5 | 3 | 4 | 3 | 5 | 3 | 2  | 3  | 1  | 1  | 1  | 1  | 1  | 2  | 1  | 2  | 2  | 3  | 3  | 3  | 3  | 4  | 3  | 4  | 4  | 2  | 2  | 2  | 2  | 2  | 2  | 2  | 2  | 2  | 3  |

Fonte:  SC Bastia » Fixtures & Results 1976/1977, su worldfootball.net, worldfootball.net.
Legenda:

Luogo: C = Casa; T = Trasferta. Risultato: V = Vittoria; N = Pareggio; P = Sconfitta.

### Statistiche dei giocatori
| Giocatore        | Division 1 | Division 1 | Coppa di Francia | Coppa di Francia | Totale   | Totale |
| Giocatore        | Presenze   | Reti       | Presenze         | Reti             | Presenze | Reti   |
| ---------------- | ---------- | ---------- | ---------------- | ---------------- | -------- | ------ |
| S. Agostini      | 1          | 0          | 0                | 0                | 1        | 0      |
| T. Andrietti     | 0          | 0          | 0                | 0                | 0        | 0      |
| A. Burkhard      | 38         | 0          | 1                | 0                | 39       | 0      |
| J.L. Cazes       | 20         | 1          | 0                | 0                | 20       | 1      |
| J.L. Desvignes   | 37         | 3          | 1                | 0                | 38       | 3      |
| D. Džajić        | 35         | 21         | 0                | 0                | 35       | 21     |
| F. Félix         | 38         | 21         | 1                | 0                | 39       | 21     |
| G. Franceschetti | 35         | 3          | 1                | 0                | 36       | 3      |
| J. Graziani      | 1          | 0          | 0                | 0                | 1        | 0      |
| A. Guesdon       | 21         | 0          | 1                | 0                | 22       | 0      |
| M. Krimau        | 7          | 1          | 1                | 0                | 8        | 1      |
| J.L. Luccini     | 15         | 0          | 0                | 0                | 15       | 0      |
| P. Marchioni     | 22         | 0          | 1                | 0                | 23       | 0      |
| J.P. Mattei      | 0          | 0          | 0                | 0                | 0        | 0      |
| C. Orlanducci    | 37         | 2          | 1                | 1                | 38       | 3      |
| J. Pastinelli    | 0          | 0          | 0                | 0                | 0        | 0      |
| J. Pasqualetti   | 8          | 0          | 0                | 0                | 8        | 0      |
| O. Petrović      | 32         | -43        | 1                | -3               | 33       | -46    |
| M. Prost         | 0          | 0          | 0                | 0                | 0        | 0      |
| M. Weller        | 6          | -10        | 0                | 0                | 6        | -10    |
| J. Zimako        | 37         | 15         | 1                | 0                | 38       | 15     |